# المنقطع (الشرية)

تعديل مصدري - تعديل

المنقطع هي إحدى قرى عزلة آل غنيم بمديرية الشرية التابعة لمحافظة البيضاء، بلغ تعداد سكانها 515 نسمة حسب تعداد اليمن لعام 2004.